# Poulangy
Poulangy is een gemeente in het Franse departement Haute-Marne (regio Grand Est) en telt 418 inwoners (1999). De plaats maakt deel uit van het arrondissement Chaumont.

## Geografie
De oppervlakte van Poulangy bedraagt 17,2 km², de bevolkingsdichtheid is 24,3 inwoners per km².
De onderstaande kaart toont de ligging van Poulangy met de belangrijkste infrastructuur en aangrenzende gemeenten.

## Demografie
Onderstaande figuur toont het verloop van het inwonertal (bron: INSEE-tellingen).